# Eliezer Moreira
Eliezer Moreira (Cocos, 2 de março de 1956) é jornalista, roteirista e escritor. 

## Biografia
Nasceu em Cocos, Bahia, mas cresceu em Januária, Minas Gerais, cuja ambiência reconstitui, embora sob o nome ficcional de Candeias, no romance de estreia A Pasmaceira (Um Homem Querendo Vender Sua Morte na edição portuguesa). “Nasci no interior da Bahia, numa cidade que não cheguei a conhecer, pois saí de lá antes de um ano de idade, e nunca voltei. Quer dizer, fui levado de lá, e não tive oportunidade de voltar: a família toda debandou para Minas. Culturalmente falando, Minas é o meu estado natal, onde vivi até os 23 anos, saindo para Belo Horizonte, Brasília, e depois Rio.” “Assim, cresci naquela vasta região de Minas situada entre as fronteiras de Bahia e Goiás onde no passado – e ainda hoje, sob outras formas – se davam as velhas guerras por domínio territorial e político, envolvendo os coronéis e seus jagunços, a mesma região mítica que Guimarães Rosa imortalizou no seu ‘Grande sertão: veredas’.” 
Em 1979 passou a morar no Rio de Janeiro, onde se formou em Comunicação Social, com bacharelado em Jornalismo, pela Faculdade de Comunicação Hélio Alonso e obteve o mestrado em Literatura Brasileira e doutorado em Literatura Comparada pela Universidade do Estado do Rio de Janeiro (UERJ). Atuou como roteirista e repórter na  TV Educativa de 1987 a 2007) e TV Brasil de 2007 a 2012, colaborando na criação e produção e escrevendo programas documentais sobre temas de cultura e arte em geral, embora no início de seu trabalho tenha atuado como desenhista e programador visual. Nesse período foi também repórter da revista Veredas do Centro Cultural Banco do Brasil (CCBB).
Como escritor desenvolveu uma obra consistente, original e premiada (ver "Prêmios" abaixo), por vezes surpreendente. Segundo o crítico literário André Seffrin, “podemos aproximar Eliezer Moreira de outros enxadristas de sonhos e tormentos humanos, que são por exemplo Autran Dourado e Silvio Fiorani, narradores de amplos recursos [...].

## Obras principais
Seu livro de estreia, A Pasmaceira, romance "urbano-interiorano", cria toda uma ambiência de cidade do interior, transportando o leitor para lá, com domínio dos cortes narrativos, saltos temporais e o tempo retardado, a câmera lenta da literatura, tudo muito bem urdido.
Na novela Florência diante de Deus, a iminência da morte da matriarca de uma família, anunciada por um anjo, desencadeia uma tempestade de reações no seio da própria família, reunida sob o pretexto de comemorar seu 91o aniversário, bem como na sua pequena cidade mineira de Januária, que já havia servido de cenário (embora veladamente) para o romance de estreia A Pasmaceira.
Seu romance Olhos bruxos é uma referência aos olhos do escritor Machado de Assis, tomando como símbolo o pincenê que se tornou um ícone associado à sua figura. “‘Bruxos’ remete ao epíteto pelo qual Machado se tornou conhecido: ‘Bruxo do Cosme Velho’, o bairro carioca onde o escritor viveu seus últimos anos." “[...] a originalidade e a genialidade de Eliezer Moreira ultrapassam as palavras ‘imitação’ e ‘simulacro’, fazendo de sua obra algo diverso e criativo que se utilizando da intertextualidade provoca um processo de antropofagia literária [...].” 
Seu romance Crônica da Passagem do Inglês aborda um fato pouco conhecido da história da cidade mineira de Januária, onde transcorreu a infância do autor: a passagem por lá do fascinante escritor, explorador e orientalista inglês Richard Francis Burton em 1867, deixando "um rastro de mistério".  O autor desenvolve "uma trama de imprevisíveis consequências em que a imaginação e história se misturam". "[O] romance assume também características de memorialismo, pois o autor viveu em Januária e, como confessa, procurou fazer um retrato fiel daquela comunidade e dos personagens que seriam inspirados em pessoas que moravam lá [...].

## Livros publicados
Moreira, Eliezer (1990). A Pasmaceira (romance). Rio de Janeiro: Record
Moreira, Eliezer (2015). Florência diante de Deus (novela). São Paulo: Patuá
Moreira, Eliezer (2015). Jeanne Bonnot: uma vida entre guerras (ensaio biográfico). Santa Catarina: Mulheres
Moreira, Eliezer (2016). Um Homem Querendo Vender Sua Morte (versão portuguesa de A Pasmaceira). Santarém: Rosmaninho
Moreira, Eliezer (2018). Ensaio para o Adeus (romance). São Paulo: Patuá
Moreira, Eliezer (2019). Olhos Bruxos (romance). Guaratinguetá: Penalux
Moreira, Eliezer (2024). Crônica da Passagem do Inglês (romance). Recife: Cepe.
Participação em coletâneas:
Editora Rosmaninho: Rio, da Glória à Piedade (2023), participação com dois textos de memórias pessoais e urbanas.

## Prêmios
A Pasmaceira: Prêmio Graciliano Ramos da União Brasileira de Escritores (UBE) em 1990.
Olhos Bruxos: Finalista do Prêmio Jabuti 2020.